# Maskeblomst-familien
Maskeblomst-familien (Scrophulariaceae) er en meget artsrig familie. De er urter eller buske; bladene sidder modsat (eller spiralstillet) og sammenvokset ved basis; blomsterne er regelmæssige til let uregelmæssige (symmetriske med én symmetriakse).
| Beskrevne slægter |

- Vippeblomst (Alonsoa)
- Buddleja (Buddleja)
- Tvillingblomst (Diascia)
- Dyndurt (Limosella)
- sommerfugleblomst (Nemesia)
- Kapfakkel (Phygelius)
- Brunrod (Scrophularia)
- Kongelys (Verbascum)
- Natstjerne (Zaluzianskya)

| Andre slægter |

| - Adenoplea - Adenoplusia - Agathelpis - Allocalyx - Androya - Antherothamnus - Anticharis - Aptosimum - Barthlottia - Bontia - Brachystigma - Calamphoreus - Camptoloma - Celsia - Centrantheropsis - Chaenostoma - Chenopodiopsis - Chilianthus - Colpias - Cromidon - Cyphocalyx - Dasistoma - Dermatobotrys - Diclis - Diocirea - Dischisma - Emorya - Eremogeton - Eremophila - Faxonanthus | - Freylinia - Gerardiopsis - Ghiesbreghtia - Glekia - Globulariopsis - Glumicalyx - Glycocystis - Gomphostigma - Gosela - Hebenstretia - Hemimeris - Hygea - Jamesbrittenia - Jerdonia - Leucophyllum - Lyperia - Manettia - Manulea - Manuleopsis - Melanospermum - Microdon - Mimulicalyx - Mosheovia - Myoporum - Namation - Nathaliella - Nicodemia - Nycterinia - Oftia - Oreosolen | - Paederotella - Peliostomum - Pentacoelium - Pholidia - Pholidiopsis - Phyllopodium - Pogonia - Polycarena - Pseudobartsia - Pseudoselago - Ranopisoa - Reyemia - Rhabdotosperma - Selago - Sphenandra - Spielmannia - Spirostegia - Staurophragma - Stenochilus - Strobilopsis - Sutera - Teedia - Terania - Tetraselago - Trieenea - Trixago - Trungboa - Tuerckheimocharis - Walafrida - Wightia - Xizangia |

Bemærk, at følgende slægter, der tidligere hørte til under Maskeblomst-familien, nu er overført til Vejbred-familien:
- Løvemund (Antirrhinum)
- Liden torskemund (Chaenorhinum)
- Duehoved (Chelone)
- Torskemund (Cymbalaria)
- Fingerbøl (Digitalis)
- Nådensurt (Gratiola)
- Torskemund (Kickxia)
- Torskemund (Linaria)
- Ager-løvemund (Misopates)
- Sommerfugleblomst (Nemesia)...
- Rørblomst (Penstemon)
- Rosenslynger (Rhodichiton)
- Ærenpris (Veronica) – her findes nu også arter af slægterne Hebe og Parahebe
- Ærenpris (Veronicastrum)

- og at følgende er overført til Gyvelkvæler-familien:
- Sorttop (Bartsia)
- Øjentrøst (Euphrasia)
- Skælrod (Lathraea)
- Kohvede (Melampyrum)
- Rødtop (Odontites)
- Troldurt (Pedicularis)
- Skjaller (Rhinanthus)